# Chmiele-Pogorzele
Chmiele-Pogorzele – wieś w Polsce położona w województwie podlaskim, w powiecie zambrowskim, w gminie Zambrów.
Wieś szlachecka Chmiele-Pogorzel położona była w drugiej połowie XVI wieku w powiecie zambrowskim ziemi łomżyńskiej. W latach 1975–1998 miejscowość administracyjnie należała do województwa łomżyńskiego.